# Zamárdi

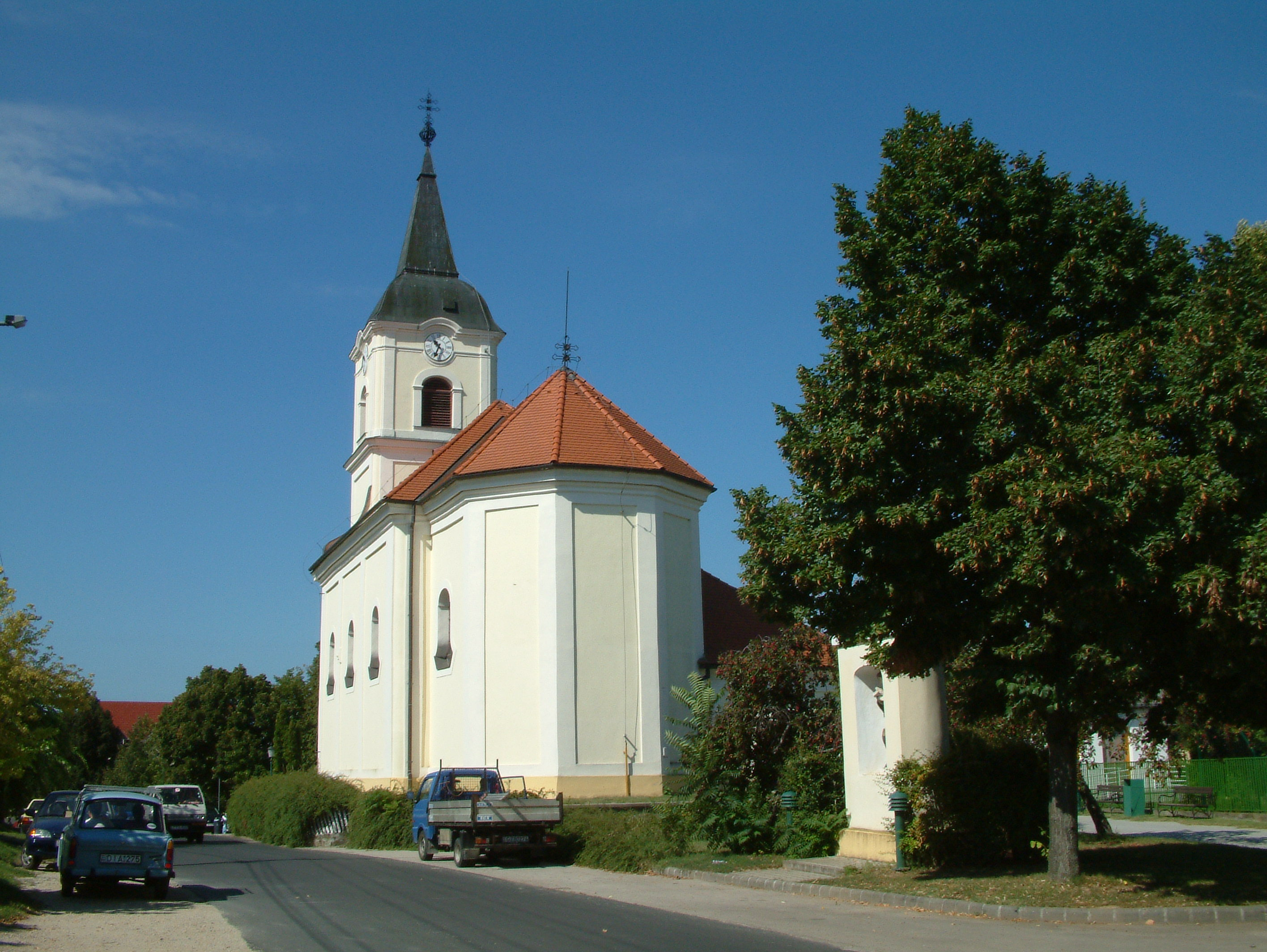
Römisch-katholische Kirche Kisboldogasszony

Zamárdi ist eine ungarische Stadt am südlichen Ufer des Balaton im Kreis Siófok im Komitat Somogy. Auf einer Fläche von 45,15 km² leben 2.797 Einwohner. (Stand: 1. Januar 2021).

## Geographische Lage
Die Stadt liegt unmittelbar am südlichen Ufer des Balaton, neun Kilometer westlich der Kreisstadt Siófok. Nachbargemeinden sind Szántód und  Balatonföldvár im Westen sowie Balatonendréd im Süden. Der höchste Punkt der bewohnten Ortschaft ist der sogenannte Kőhegy (Steinberg) mit 176 m.

## Geschichte
Das Gebiet der Stadt ist seit Jahrtausenden besiedelt: im Rahmen der archäologischen Ausgrabungen kamen zahlreiche Funde aus der Urzeit, der Bronzezeit sowie einige keltische, germanische und römische Objekte zum Vorschein. Das bedeutendste archäologische Denkmal von Zamárdi ist der Friedhof aus der Zeit der Awaren, der größte derartige Fundort im Karpatenbecken mit einzigartigen Funden.
Die erste urkundliche Erwähnung der Siedlung stammt aus dem Jahr 1082. Im Jahr 1927 erhielt sie den Titel einer Großgemeinde. Zwischen 1932 und 1943 trug die Gemeinde den Namen Balatonzamárdi. Am 1. Juli 2008 erhielt sie den Rang einer Stadt.
Bis zum Jahr 1997 bildete auch die Gemeinde Szántód einen Teil von Zamárdi, entschied sich jedoch 1995 bei einer Volksabstimmung für die Selbständigkeit.
Das Badeleben im Ort begann in den 1910er-Jahren, die spektakuläre Entwicklung der Badesiedlung dann in den 1930er-Jahren. In unseren Tagen gilt Zamárdi als eine Tourismushochburg am Balaton, mehr als 300.000 Übernachtungen werden jährlich registriert.

## Klima
Die Ortschaft liegt in der gemäßigten Zone. Die Jahresdurchschnittstemperatur beträgt 10,3 C, die Zahl der Sonnenstunden 1900–2000 Stunden pro Jahr. Der wärmste Monat ist der Juli mit einer Durchschnittstemperatur von 21 C. Der kälteste Monat ist der Januar mit durchschnittlich −1,1 C.
In Zamárdi sind nordwestliche Winde vorherrschend. Die Windböen ziehen im Allgemeinen aus westlich-südwestlicher Richtung auf. Die vor allem für die Sommermonate charakteristischen Gewitter brechen plötzlich aus, gehen mit starkem Wind einher, ziehen aber schnell vorüber. Der Jahresniederschlag beträgt im Mittel 700 mm.

## Festival
Seit 2007 findet jedes Jahr das Festival Balaton Sound in der Ortschaft statt, bei dem in erster Linie Vertreter der elektronischen Musik auftreten.

## Berühmte Ehrenbürger der Stadt
- Zoltán Kocsis (1952–2016), Pianist, Komponist und Dirigent
- László Benkő (* 1943), Musiker, Mitglied der Rockband Omega
- Tibor Tüskés (1930–2009), Schriftsteller[3]

## Städtepartnerschaften
- Malsch (bei Heidelberg), Deutschland, seit 2001[5]
- Mošćenička Draga, Kroatien, seit 2019[5]
- Ustrzyki Dolne, Polen, seit 2010[5]
- Vețca (Székelyvécke), Rumänien, seit 2001[5]
- Villány, Ungarn, seit 2011[5]

## Verkehr
Durch Zamárdi verläuft die Hauptstraße Nr. 7, von der die Landstraße Nr. 6501 in südliche Richtung nach Balatonendréd abzweigt. Südlich des Ortes verläuft die Autobahn M7. Es bestehen direkte Zugverbindungen zum Budapester Südbahnhof sowie nach Nagykanizsa und Keszthely.